# Henry Purcell
Henry Purcell (/ˈpɜ:səl/ o /pársel/; St Ann's Lane, Old Pye Street, Westminster, c. 10 de septiembre de 1659-Dean's Yard, Westminster; 21 de noviembre de 1695) fue un compositor inglés del barroco. Considerado uno de los mejores compositores ingleses de todos los tiempos, incorporó a su música elementos estilísticos franceses e italianos, generando un estilo propio inglés de música barroca.

## Biografía

### Inicios
Henry Purcell nació en St Ann's Lane, Old Pye Street, Westminster. Su padre, también de nombre Henry Purcell, fue caballero de la Capilla Real, y cantó en la coronación del Rey Carlos II de Inglaterra. Fue el mayor de tres hermanos, de los cuales el menor, Daniel Purcell (fallecido en 1717), fue igualmente un prolífico compositor.
Tras la muerte de su padre, en 1664, Henry Purcell quedó bajo la custodia de su tío Thomas Purcell (muerto en 1682), quien mostró por él cariño. Thomas era asimismo caballero de la Capilla del Rey y gestionó la admisión de Henry como miembro del coro. Purcell estudió primero con Henry Cooke, maestro de los niños, y luego con Pelham Humfrey, sucesor de Cooke.
Se dice que Henry Purcell comenzó a componer a los 18 años de edad, pero la primera obra que puede ser identificada con certeza como de su autoría es la Oda para el cumpleaños del rey escrita en 1670 (Las fechas de sus composiciones son a menudo inciertas, a pesar de la considerable investigación). Después de la muerte de Humfrey, Purcell continuó sus estudios con el Dr. John Blow, mientras asistía a la Escuela de Westminster. En 1676 fue nombrado ayudante organista de la Abadía de Westminster y compuso obras como Aureng-Zebe, Epsom Wells y La libertina.
En 1675 escribió varias canciones para Aires, canciones y diálogos elegidos de John Playford y también un himno de nombre actualmente desconocido para la Capilla Real. Gracias a una carta escrita por Thomas Purcell, sabemos que el himno fue escrito para la excepcional voz del reverendo John Gostling, entonces en Canterbury, pero posteriormente Caballero de la Capilla del Rey. Purcell escribió muchos himnos en diferentes momentos para esta extraordinaria voz, un bajo profundo, que se sabe tenía una tesitura de al menos dos octavas completas, desde re2 hasta re4. Se conocen datos de unos pocos de estos himnos; quizás el más notable ejemplo es They that go down to the sea in ships, compuesto en agradecimiento por un providencial salvamento de un naufragio sufrido por el rey en el Solent. Gostling, que acompañaba en la oportunidad al rey, reunió varios versos de los Salmos en forma de himno y le pidió a Purcell que compusiera la música. La obra resulta todavía hoy de una interpretación muy difícil, incluyendo un pasaje que atraviesa toda la tesitura de la voz de Gostling. 
En 1677 compuso la música para la tragedia de Aphra Behn Abdelazar y en 1678 una obertura y mascarada para la nueva versión de Shadwell sobre Timón de Atenas de Shakespeare. El coro de La libertina «In These Delightfull Pleasant Groves» se interpreta frecuentemente. En este año se convirtió en compositor de la orquesta de cuerda «Violínes del Rey».

### Plenitud
En 1682, John Blow, organista de la abadía de Westminster desde 1669, renunció a su cargo en favor de Henry Purcell, quien en esa fecha tenía 23 años.
En 1682 Purcell contrajo nupcias con Frances Purcell y al año siguiente fue nombrado organista de la Capilla Real y constructor de los Órganos Reales.
Purcell, entonces, se dedicó enteramente a la composición de música sacra, y por seis años restringió su conexión con el teatro. Sin embargo, durante la primera parte de aquel año, probablemente antes de asumir el cargo, produjo dos importantes trabajos para las tablas: la música para Teodosio de Nathaniel Lee y para Virtuous Wife de Thomas D'Urfey.
En 1689, Purcell compuso la ópera Dido y Eneas, que constituye un importante hito en la historia de la música dramática inglesa con la famosa aria «Lamento de Dido», y más tarde algunas otras semióperas, como la desarrolladísima The Fairy Queen (La reina de las hadas). Dido y Eneas fue escrita según un libreto de Nathum Tate, quien lo desarrolló a petición de Josiah Priest, profesor de baile que también dirigía una escuela de señoritas, primero en Leicester.

### Muerte
Purcell murió el 26 de noviembre de 1695 a la edad de 36 años, en la cumbre de su fama. Poco después, su esposa recopiló varias de sus obras, las cuales se publicaron en dos famosos volúmenes: Orpheus Britannicus I (1698) y II (1702).
Fue enterrado en la abadía de Westminster, debajo del clavicémbalo que tanto tiempo tocó. Su epitafio dice: «Aquí yace el honorable Henry Purcell, quien dejó esta vida y ha ido a ese único lugar bendito donde su armonía puede ser superada».

## Obra
El catálogo de Henry Purcell comprende un total de 861 obras. Su obra recibió la influencia de tres estilos:
- La música inglesa. El padre y el tío de Purcell eran músicos ingleses. No tuvieron contacto con otros estilos.
- La música francesa. Los maestros de Purcell estudiaron en Francia y tuvieron claras influencias de este estilo.
- La música italiana. Desde 1680 hubo un gran auge de la música italiana en Inglaterra y Purcell estuvo ampliamente expuesto a ella.

### Música instrumental
Esta música tiene dos claros estilos en Purcell: el tradicional y el italiano, este último muy dominante en sus sonatas. Destacan sus ocho suites, unas veinticinco marchas y piezas para clavicémbalo y sonatas para violín.

### Música religiosa
Con clara influencia italiana, la obra eclesiástica de Purcell se divide en tres géneros:
- El Full Anthem. Compuestos antes de 1683, se trata de motetes tradicionales, complejos y laboriosos.
- El Verse Anthem. Escritos en sus últimos años bajo el estilo francés.
- Secciones corales. De carácter grandilocuente.

### Música profana
Purcell compuso varias odas reales con motivo de algún acontecimiento importante de la nobleza o del rey (algún cumpleaños o retorno). Su habilidad en este género creció prodigiosamente desde 1680. Cabe citar sus dos odas para el cumpleaños de la reina Mary y la Oda para el día de santa Cecilia (1692). Además compuso anthems profanos como «Mi corazón me está dictando» y canciones: «Música para un rato» (Music for a while, 1692), «Ninfas y pastores» e «Himno nocturno».

### Música Incidental
Purcell tiene un atractivo catálogo de música incidental para el teatro. Se trata de danzas y act tunes: Distressed Innocence, Abdelazer, The Married Beau. Sólo escribió una ópera propiamente dicha, Dido y Eneas (1689). Sus otras obras son «semióperas»: La profetisa, o La historia de Diocleciano («Dioclesian», 1690), El rey Arturo («King Arthur», 1691), La reina de las hadas («The Fairy Queen», 1692), Timón de Atenas («Timon of Athens», 1694), La reina india («The Indian Queen», 1695) y La tempestad («The Tempest», 1695).